# Drzewo liściaste

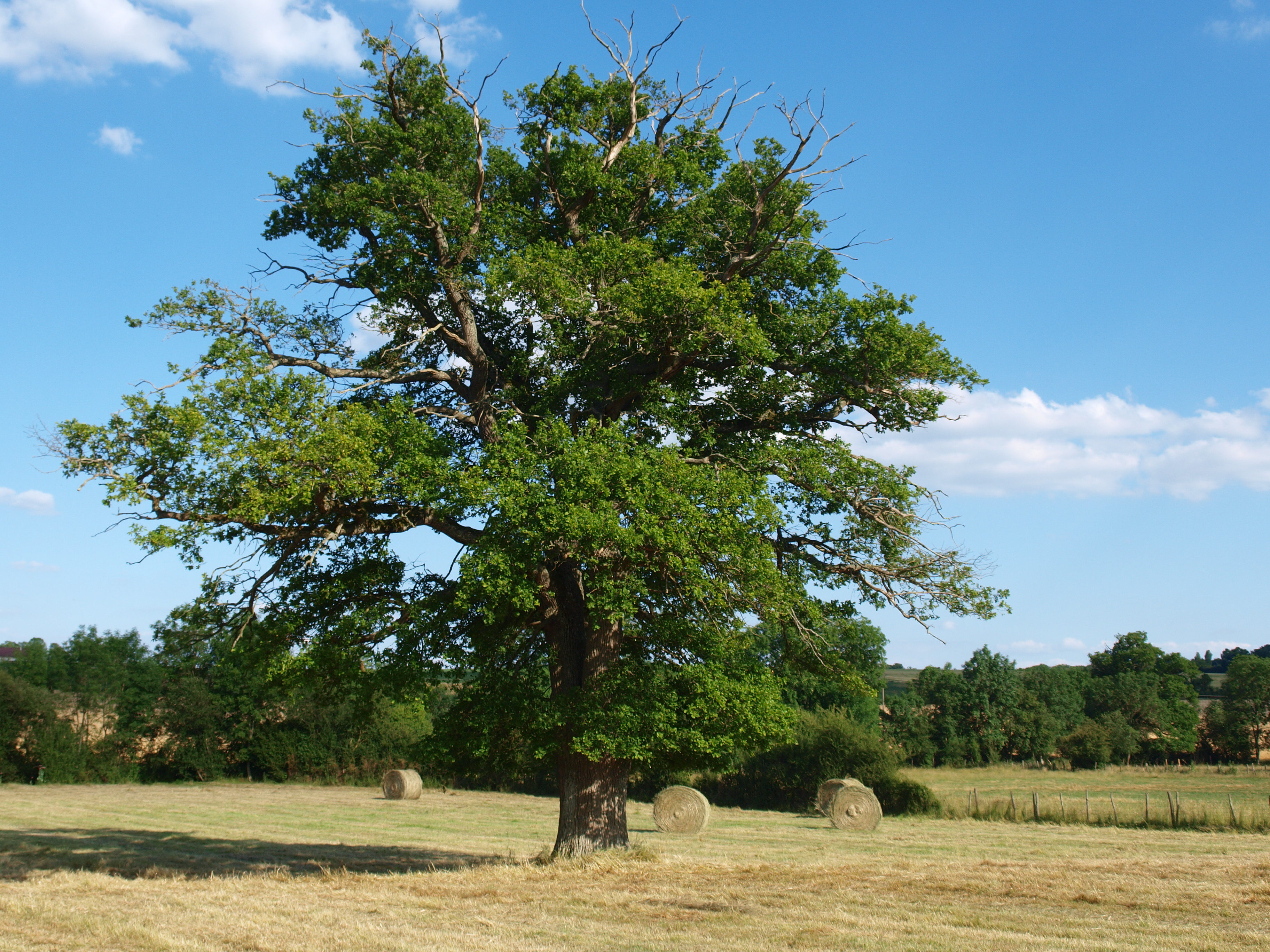
Dąb – przykład drzewa liściastego

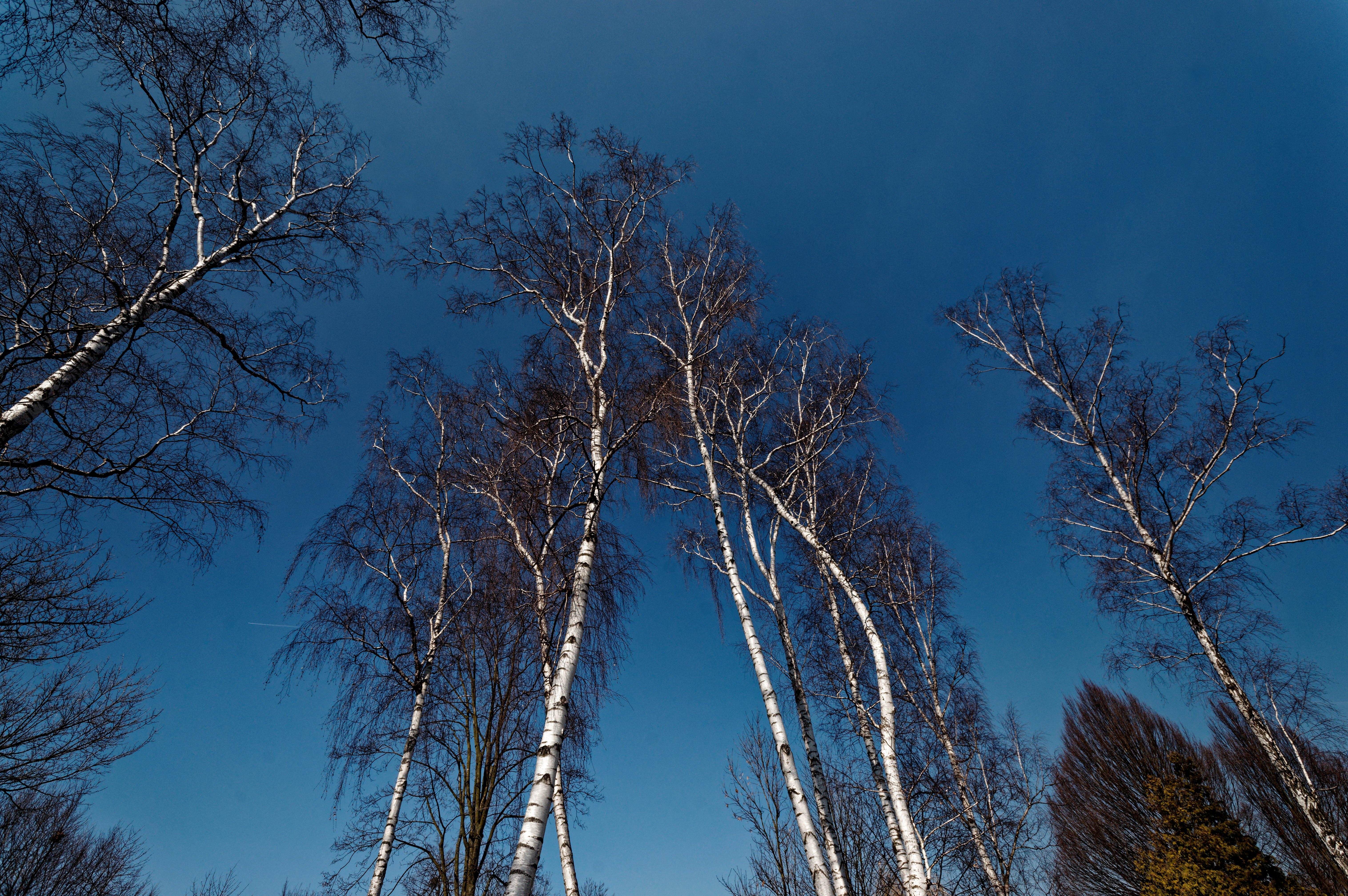
Brzoza – przykład drzewa liściastego

Drzewo liściaste – typ drzew obejmujący gatunki należące do gromady okrytonasiennych, wyróżniany w opozycji do drzew nagonasiennych. W warunkach środkowoeuropejskich przedstawiciele okrytonasiennych mają liście z mniej lub bardziej szerokimi liśćmi, podczas gdy nagonasienne (drzewa iglaste) reprezentowane są przez drzewa o liściach w postaci igieł lub łusek. Poza Polską klasyfikacja morfologiczna drzew nie może być wiązana z systematyką ze względu na występowanie nagonasiennych o płaskich liściach (np. miłorząb, kokietnik czy agatis) i okrytonasiennych o liściach łuskowatych (np. rzewnia).  

## Rodzaje drzew liściastych
Drzewa o drewnie pierściowonaczyniowym – w drewnie tym występuje wyraźna granica między drewnem wczesnym, z większymi naczyniami, a drewnem późnym, z mniejszymi naczyniami.  
Przykłady: 
- dąb bezszypułkowy,
- dąb czerwony,
- jesion wyniosły,
- wiąz górski.

Drzewa o drewnie rozpierzchłonaczyniowym – naczynia zarówno drewna wczesnego jak i późnego są podobnej wielkości i rozmieszczone są dość równomiernie na całej przestrzeni słoja rocznego. 
Przykłady:
- brzoza brodawkowata,
- buk zwyczajny,
- grab pospolity,
- wierzba biała[4].